# Пистон, Жозеф
Жозеф Пистон (фр. Joseph Piston; 1754 — 1831) — французский военный деятель, дивизионный генерал (1805 год), барон (1808 год), участник революционных и наполеоновских войн.

## Биография
В 1772 году начал военную службу простым солдатом в драгунском полку Королевы в Вердене. Здесь он познакомился и подружился с будущими генералами Александром Дюма (отцом будущего писателя, Александра Дюма-отца и, соответственно, дедом Александра Дюма-сына), Луи Бомоном и Жан-Луи д’Эспанем. Впоследствии дружба четверых драгун легла в основу известного романа Александра Дюма-отца «Три мушкетёра».
В 1784 году стал адъютантом, начало революции и последовавшей войны встретил на территории Бельгии. Его карьерный рост резко ускорился. 29 июня 1792 года он становится лейтенантом, служит в составе Северной армии, 19 марта 1793 года отличился в сражении при Неервиндене. Однако уже 23 сентября 1793 года по решению «Организатора победы» генерала Карно произведён сразу из лейтенантов в бригадные генералы и 12 декабря того же года послан вместе с генералом Александром Дюма с миссией в Вандею. 21 января 1794 года – начальник штаба Альпийской армии, 13 февраля переведён в Западную армию, а 13 июня 1795 года – в Итальянскую армию. В январе 1796 года – комендант департаментов Луара и Верхняя Луара, 2 марта 1796 года вновь занял должность начальника штаба Альпийской армии. 26 октября 1797 года определён в резерв и в 1798 году состоял членом Ревизионной комиссии 19-го военного округа.
27 мая 1800 года возвратился к активной службе и 22 ноября 1801 года назначен комендантом департамента Рона. 12 декабря 1803 года возглавил бригаду в составе резервной кавалерии в лагере Сент-Омер, 12 сентября 1805 года – командир бригады карабинеров в составе 1-й дивизии тяжёлой кавалерии, за успешные действия в Австрийской кампании, в том числе и при Аустерлице, 21 декабря 1805 года произведён в дивизионные генералы, и направлен в Голландию. 11 апреля 1806 года – комендант Везеля, 11 августа 1808 года вышел в отставку. Умер 21 марта 1831 года в своём родном городе Лионе в возрасте 76 лет.

## Воинские звания
- Лейтенант (29 июня 1792 года);
- Бригадный генерал (23 сентября 1793 года);
- Дивизионный генерал (21 декабря 1805 года).

## Титулы

Герб барона Пистона.

- Герб барона Пистона.Барон Пистон и Империи (фр. baron Piston et de l'Empire; декрет от 19 марта 1808 года, патент подтверждён 24 июня 1808 года)[1].

## Награды
- Легионер ордена Почётного легиона (11 декабря 1803 года);
- Коммандан ордена Почётного легиона (14 июня 1804 года).